# Іпотешті-киндешцька культура

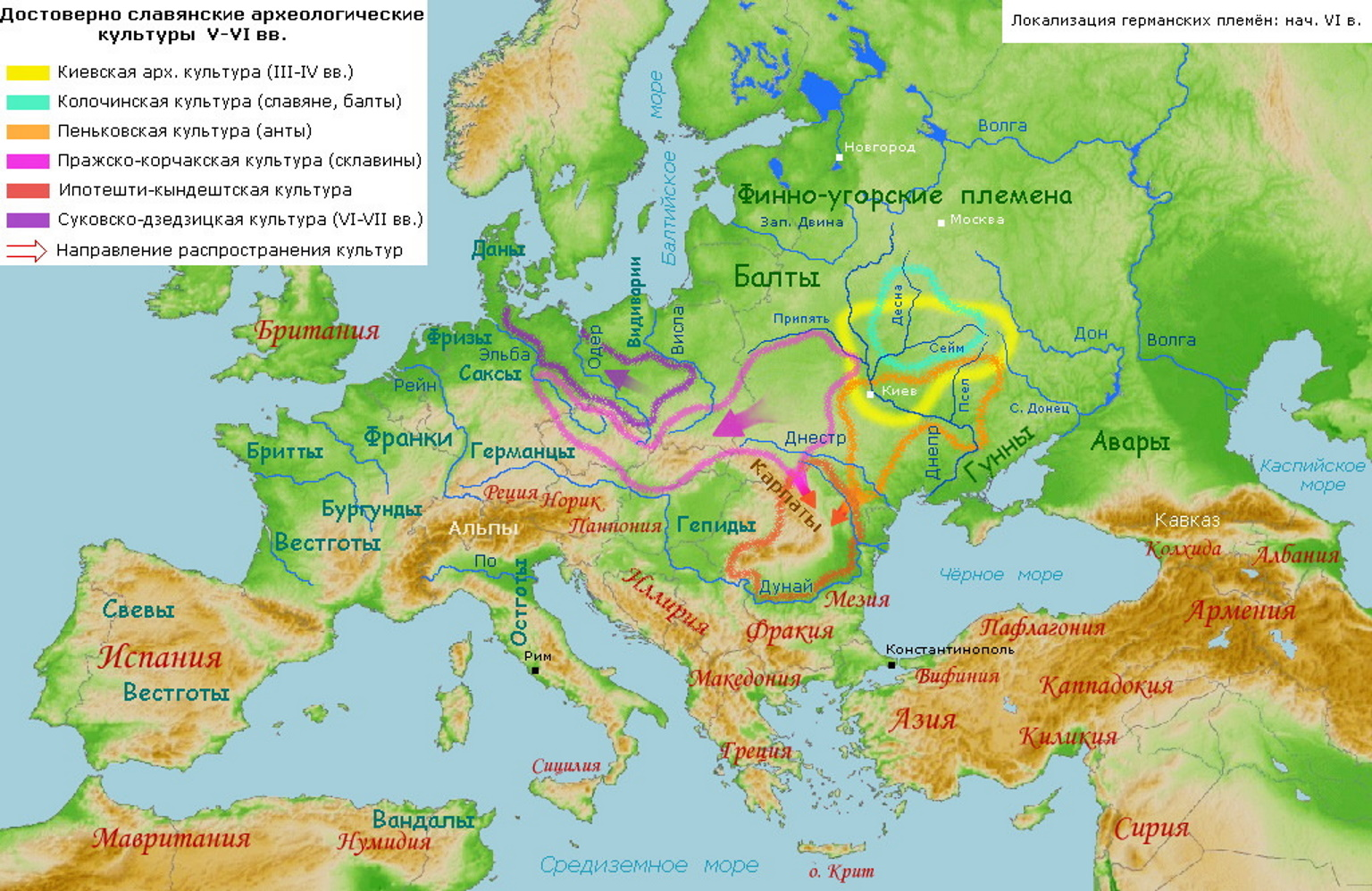
Ареали поширення ранніх слов'янських археологічних культур (V—VI ст.)
Іпотешті-киндешцька культура

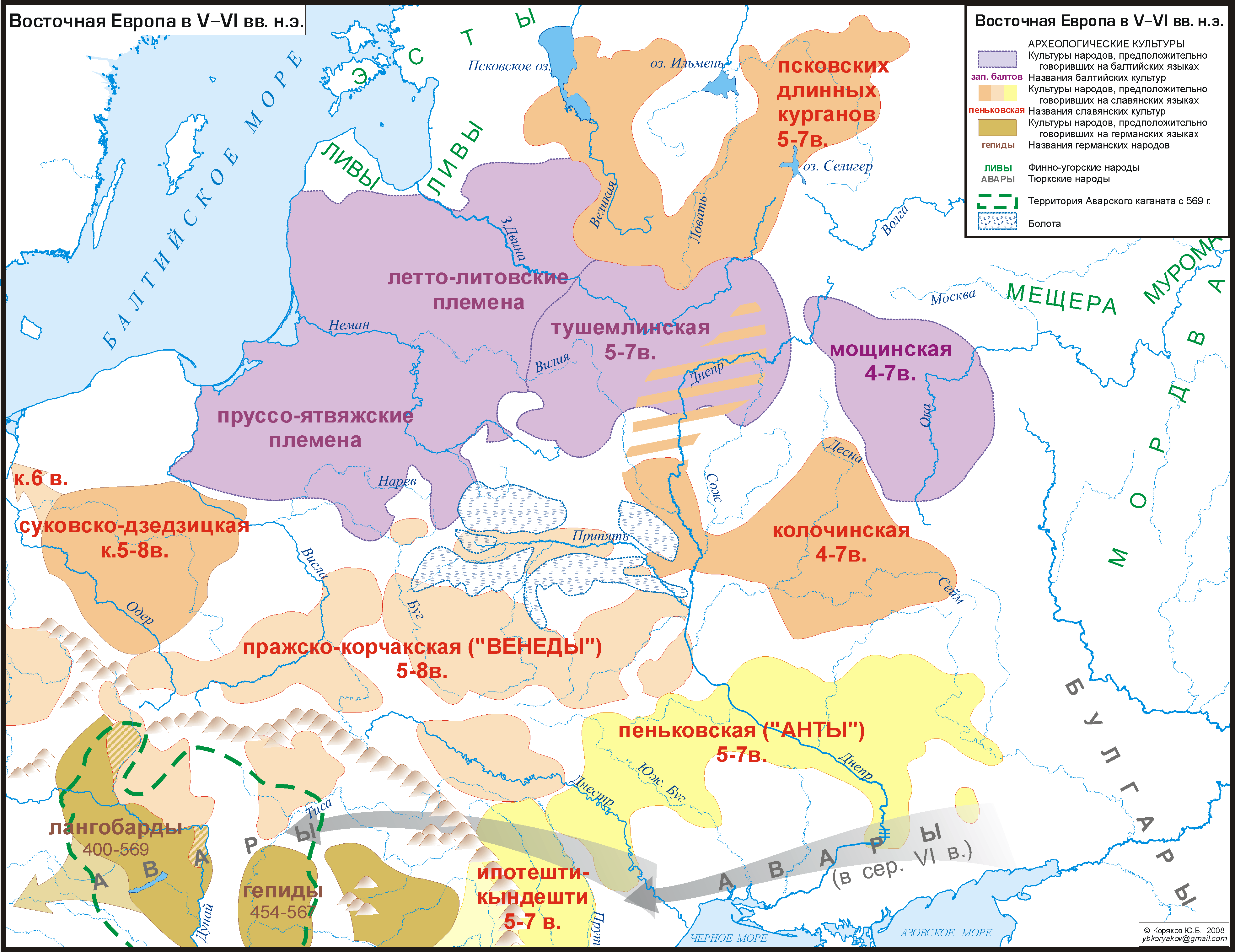
Східна Європа у V—VI сторіччях
Іпотешті-киндешцька та пенківська культури

Іпотешті-киндешцька культура, культура Іпотешть-Киндешть-Чурел (рум. Ipoteşti-Cândeşti-Ciurel, Іпотешть-Киндешть-Чурел; або рум. Ipoteşti-Ciurel-Cândeşti) — археологічна культура ранніх слов'ян V—VII сторіч у Нижньому Наддунав'ї, на території сучасної Румунії. За Прутом, на території Молдавії та України існувала аналогічна їй пеньківська культура.
Іпотешті-киндешцька культура була сформована антами — носіями пеньківської культури, спільно з місцевим романізованим населенням та слов'янами Празько-корчацької культури, що мігрували на південь у нижнє Наддунавʼя.
За наявності структурної подібності й окремих форм горщиків, культуру Іпотешть-Киндешть-Чурел важко вважати її частиною якої-небудь іншої ранньослов'янської культури, проте це не суперечить словʼянської належності її пам'яток. На території сучасної Румунії досить стійкими виявилися традиції пізньоримського-ранньовізантійської доби. Тривало, хоча і в сильно скорочених масштабах, виробництво клльного кухонного посуду, форми якого часто відтворювалися і в посудинах, зроблених вручну. Словʼянська, автентична специфічгаа форма горщиків тут виявилася в результаті втраченою.
На підставі несловʼянськості гончарних виробів румунські археологи заперечують словʼянську прилежність пам'яток культур Іпотешть-Киндешть-Чурел й Костіша-Ботошана й приписують їх автохтонному романізованому населенню, у яке пізніше влилися слов'яни. Румунські дослідники висунули гіпотезу, що з просуванням частини слов'ян на південний берег Дунаю (у сучасну Болгарію) ці культури утвердили свій несловʼягський розвиток, в результаті чого до кінця VII сторіччя виникла культура Хлінча (назва Лука-Райковецької культури у Румунії) у Молдавії, й до початку VIII сторіччя культура Дріду у Мунтенії.
В українській літературі Іпотешті-киндешцька культура відноситься до ранньословʼянських культур, носіями якої переважно були анти. Прийшлі словʼяни (переважно пеньківської культури) змішалися з автентичним романізованим місцевим населенням й запозичили досконаліши форми римської провінційної культури (у тому числі у гончарстві).
VIII сторіччя територія Іпотешті-киндешцької культури увійшла у Перше Болгарське царство.